# Landesschülervertretung (Österreich)
Die  Landesschülervertretung (LSV) ist in Österreich die gewählte gesetzliche Vertretung der Schüler eines Bundeslandes gegenüber den Bildungsdirektionen, sonstigen Behörden und dem Landtag.
Die Landesschülervertretung wird am Ende des Schuljahres von den Schulsprechern des jeweiligen Bundeslandes gewählt. Für jeden Bereich aus den Schularten Allgemeinbildende Höhere Schulen (AHS), Berufsbildende Mittlere und Höhere Schulen (BMHS) und Berufsschulen (BS) wird ein Landesschulsprecher und mehrere Stellvertreter gewählt. Die Anzahl der Landesschülervertreter schwankt, je nach Größe des Bundeslandes, zwischen 4 und 10 Personen pro Bereich. Zusätzlich gibt es 4 bis 10 Ersatzmitglieder, die aufrücken, falls ein Mitglied der Landesschülervertretung seine Funktion nicht mehr wahrnehmen kann.
In den bevölkerungsstärksten Bundesländern Wien, Niederösterreich und Oberösterreich gibt es 8 Mitglieder pro Bereich, in Tirol 6, Steiermark, Salzburg und Kärnten verfügen über 5 Mitglieder. In den beiden kleinsten Bundesländern Vorarlberg und Burgenland besteht die LSV aus 4 Mitgliedern pro Bereich.
Die drei Landesschulsprecher jedes Bundeslandes sind auch Mitglieder der Bundesschülervertretung.